# Сунги (река)
Сунги (балийск. Tukad Yeh Sungi) — река на острове Бали, Индонезии. Длина реки — 40,5 км. Площадь водосборного бассейна — 39,2 км².
Исток реки расположен в гористой местности в центральной части Бали. Река протекает через древний центр Менгви и впадает в море к западу от населённого пункта Керобокан-Келод на южном побережье острова.
Река Сунги образует большую часть восточной границы округа Табанан и обеспечивает орошение 4200 гектаров заливных рисовых полей.

## История
Первый король Менгви, правитель Балайю, построил плотину на реке Сунги. По мнению Хенка Шульте Нордхолта, эта плотина имела большое значение для экономики вдоль берегов реки, обеспечивая необходимое орошение, способствовавшее процветанию населения.

## География
Река течёт в центральной и южной частях Бали, в регионе с преимущественно влажным тропическим климатом (обозначается как Af по классификации Кёппена — Гейгера). Среднегодовая температура в районе составляет 24 °C. Самый тёплый месяц — октябрь, со средней температурой около 25 °C, самый холодный — июль, со средней температурой 22 °C. Среднегодовое количество осадков — 2123 мм. Самый влажный месяц — январь, со средним количеством осадков 569 мм, самый сухой — сентябрь, с 23 мм осадков.